# Wawonii

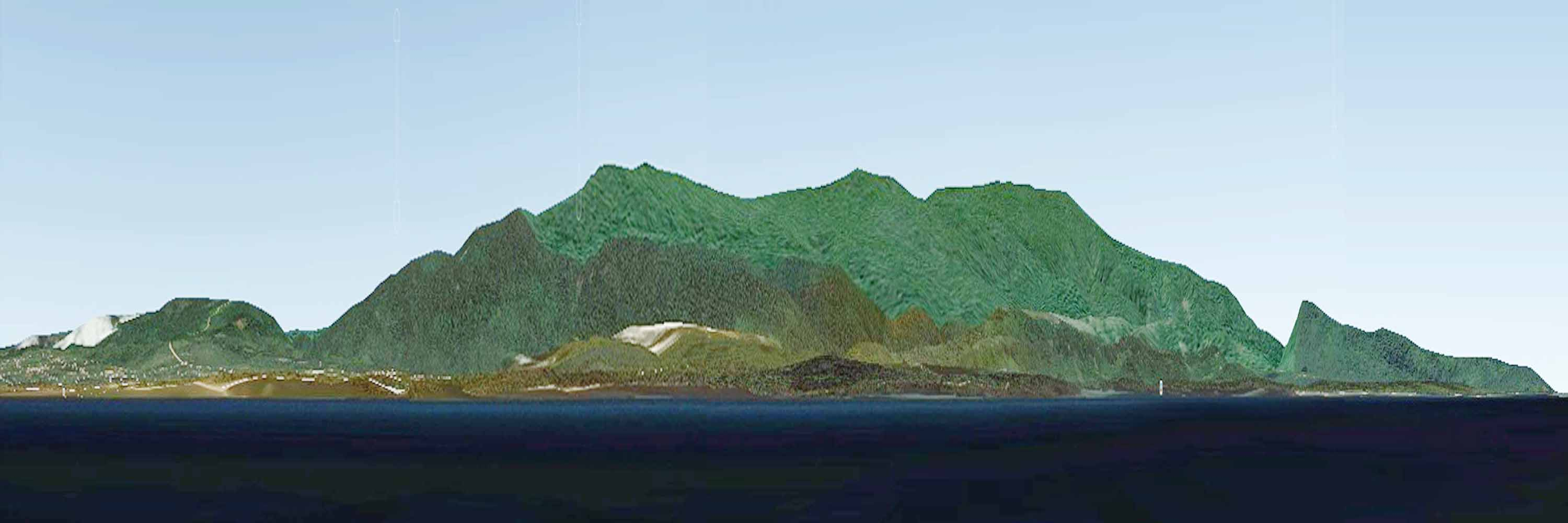
Wawonii

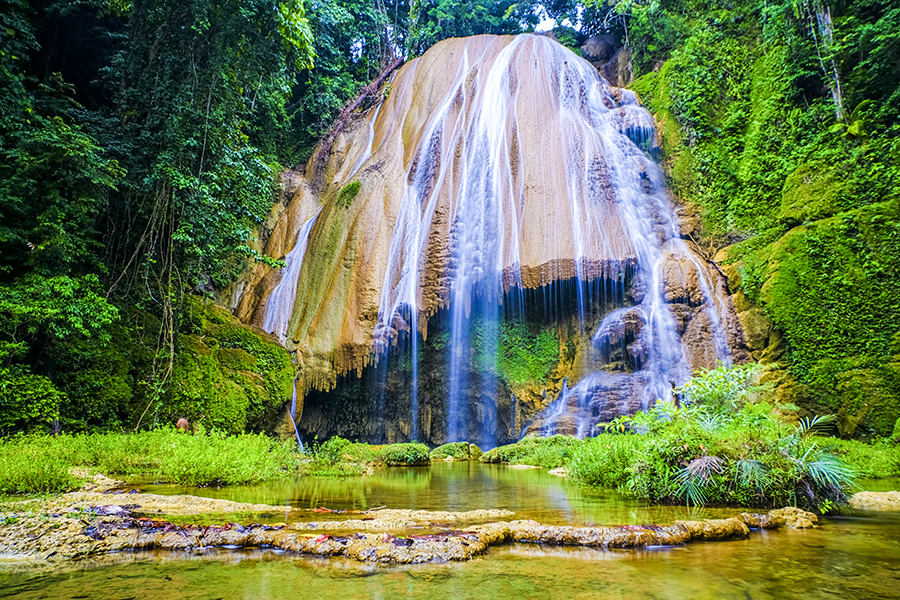
La chute d'eau de Tumburano

Wawonii ou Wowoni, en indonésien Pulau Wawonii et Pulau Wowoni, est une île d'Indonésie située dans la mer de Banda, au large de la péninsule sud-est de Sulawesi.
Administrativement, Wawonii forme un kecamatan du kabupaten de Konawe dans la province de Sulawesi du Sud-Est.
Le wawonii, une langue bungku-tolaki, est parlée sur l'île.